# Smooz
Smooz（スムーズ）は、アスツール株式会社が開発・提供していたウェブブラウザである。2016年9月にサービスが開始され、2020年12月に「利用者の情報の不適切な取得」に関連してサービス終了を発表した。

## 概要
従来型のウェブブラウザと比較して、効率よくウェブサイトを巡回できる点を重視して開発された。そのため、文字の入力を減らすことができるなど操作性は他のウェブブラウザと比較しても特徴的である。人工知能 (AI) による検索単語予測などの斬新な機能も導入されている。ジェスチャーによる片手操作ができることも特徴の１つである。英語・日本語・中国語に対応。2020年4月時点で160万ダウンロード、App Storeレビュー数は3万を超え、平均評価は4.7。
また、月額制のプレミアムサービスも提供されており、加入することで2画面表示や広告除去、独自VPNなどの機能を利用することができる。金額は380円/月。

## 個人情報の取扱い、およびセキュリティの脆弱性に関する問題
2020年12月17日、個人ブロガーからの指摘で、Smoozのプライバシーポリシーに反する、利用者の閲覧情報やサービス利用上などのデータが、プライベートモードに設定していてもSmooz側の管理用サーバに一部送信されることが判明した。これを受けてアスツール社は公式ブログ上でバグを認め謝罪するとともに今後の対応を発表し、それに沿う形で修正版のリリースを行った。
だが、同ブロガーによるさらなる検証で、おすすめ記事機能を有効にしている場合、ログイン認証を要求するサイトについても、閲覧中の本文のうち最初の500文字とURLをSmoozに送信している疑いが明らかになった。この内容がネット上で拡散される間に拡大解釈され、Smoozはユーザーの個人情報をすべて不正取得し外部に流出させていると、一部のネットユーザー、ネットニュースによって糾弾された。
一方、セキュリティの脆弱性に関してはSmooz側でも問題が発生したと認めており、2020年12月20日付でアプリの公開を停止し、その後も原因の調査を進めていたが、提供の持続は困難と判断し、同年12月23日にサービス終了を正式に発表した。
その後、2021年2月19日、アスツール社は、今回指摘された問題に関して外部専門家と共に行った調査の結果を公表した。調査報告書では、ユーザーデータの「容易照合性」により、アスツール社が行動履歴情報と整理していた情報が個人情報となっていたこと、本文における個人情報の混入可能性、第三者への行動履歴情報の提供、適切な情報開示の不足等の問題が報告された。また問題が発生した原因として、経営者を含めた各メンバーの個人情報保護法やプライバシーに関する理解が十分でなかったとし、今後はこの領域に特に知見を持つ弁護士からの外部監査を受けながらサービスを開発することで再発防止を図る、とした。
また、同日プレミアムサービスの返金とSmoozポイントの交換を開始。2021年5月21日に返金・交換対応を終了したのち、全てのユーザーデータの削除を完了した。

## 上記問題に関する影響
2020年12月23日、セキュリティ専門家より、Smoozに２件の脆弱性があるとの内容をアスツールに報告し、一連の検証結果と考察がGitHubに発表される。一方、同専門家は一連のネット炎上について、アスツール社が「『ブラウザが意識すべきセキュリティやプライバシーのセオリー』に無頓着であったことはうかがい知れるのだから、そこに悪意を見出すのには無理があると自分は考えている。」との見解を出している。
なお、同氏は他社ブラウザのLunascapeとSleipnirについても脆弱性を発見し、それぞれの運営元に通報したとの内容を2021年2月13日に公表した。ちなみに、LunascapeはSmoozの騒動直後から「先日、他社製ブラウザにおいて（中略）弊社においてはユーザーのプライバシー保護の為、そのような事は一切ございません。ご安心してお使いください。Lunascapeは、日本で 1５年にわたり開発されている国産の安心、安全、高速で多機能なウェブブラウザです。」と発表していた。
また、Smoozと酷似する機能を搭載した後発のブラウザアプリであるSkyLeapは、2020年12月21日にVer.1.22.2にて「内部の処理を見直しました」とするアップデートを実施した。

## 沿革
2016年9月25日、初版リリース。
2016年12月、日本における『App Store Best of 2016 今年のベスト』に選出
2020年12月17日、個人のブログで「国産ブラウザアプリSmoozはあなたの閲覧情報をすべて外部送信している」とのタイトルで「閲覧したウェブサイトのURLや検索欄に入力した単語などがサービス利用データの提供設定をオフにしたりプライベートモードを利用してもアスツール社のサーバーへ送信されている」と指摘する記事が公開される。
2020年12月17日、開発元のアスツールは「設計ミスである」として数日中に修正すると発表。
2020年12月17日、同ブロガーより、「アスツール社によるSmoozの説明がなんとも中途半端なので追加記事を書いています」とTwitterにて予告。これに対し、アスツール社から話し合いたい旨の申し入れが複数回あったがブロガーが対応した形跡はない。
2020年12月18日、同ブロガーが「続・国産ブラウザアプリSmoozはあなたの閲覧情報をすべて外部送信している」を公開。「これでも手加減してるんですよ　わりと」とコメント。
2020年12月20日、同ブロガーより「続・続・国産ブラウザアプリSmoozはあなたの閲覧情報をすべて外部送信している」が公開される。それによると「おすすめ記事機能（既定で有効）を有効にしていると、ログインが必要なページであってもタイトルや説明文、コンテンツの一部などがアスツール社のサーバーへ送信されている」と指摘。
2020年12月20日、アスツール社は修正版をリリース、その後「ご指摘により新たな問題が見つかった」としてApp StoreおよびGoogle PlayでのSmoozの配信を停止。
2020年12月23日、開発元のアスツールは「Smoozの提供を継続することは困難」としてサービス終了を発表。
2020年12月24日、同ブロガーより、一連の炎上は自身の意図ではないとの釈明が発表される。「一部のサイトが情報の扱いを確認しないままに「凶悪なスパイウェア」と呼んだり、「ページ内容をまるごと全部送信している」と事実ではないことまで書きたて、ユーザーの間でも「入力したパスワードが全部漏れているんじゃないか」だなんて騒ぎになってしまった。そんなことはどこにも書いていないのに。」
2021年2月19日、アスツール社が「SMOOZユーザーデータの取り扱いに関する調査結果とお詫び」を発表。取得していたデータの内容、データの取り扱いにおける問題点、再発防止策などを外部専門家と共にまとめた内容を公表した。また、同日、プレミアムサービスの返金・Smoozポイントの交換についての案内を発表した。
2021年5月21日、アスツール社が、プレミアムサービスの返金・Smoozポイントの交換の終了を発表。
2021年6月25日、アスツール社が、返金・交換のために削除を保留していたデータを含め、全ユーザーデータの削除を完了したことを報告。